# Atacul terorist din San Bernardino

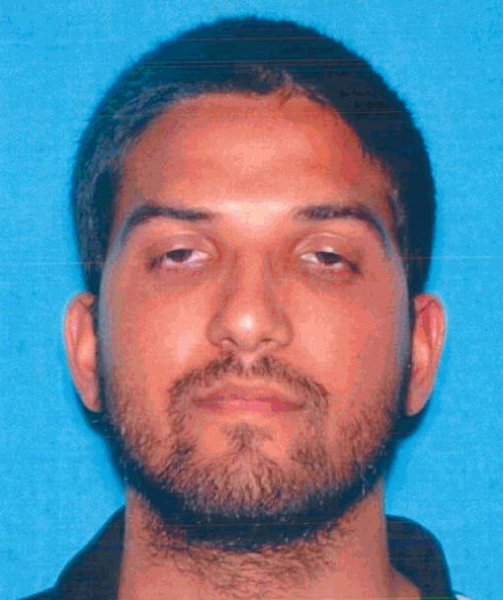
Syed Rizwan Farook (n. 14 iunie 1987, Chicago, Illinois – d. 2 decembrie 2015)

La 2 decembrie 2015, Syed Rizwan Farook și Tashfeen Malik, un cuplu căsătorit, au împușcat mortal 14 oameni și au rănit alți 21 la un Centru Social din San Bernardino, California, Statele Unite. Este cel mai grav atentat de pe teritoriul Statelor Unite după cel din 11 septembrie 2001. Cei doi au vizat un eveniment de formare profesională și o petrecere de sărbători organizată la Direcția Județeană  de Sănătate Publică din San Bernardino, eveniment  cu aproximativ 80 de angajați care au participat într-o sala de conferințe închiriată. Înainte de împușcături, Farook a participat la eveniment în calitate de angajat. După împușcături, cuplul a fugit într-un SUV închiriat.
Patru ore mai târziu, poliția i-a urmărit pe cei doi și i-a ucis într-un schimb de focuri. Biroul Federal de Investigații (FBI) a început o investigație de contra-terorism din cauza tipului de echipament utilizat, a recentei călătorii a cuplului în Orientul Mijlociu și al unui mesaj pe Facebook atribuit lui Tashfeen Malik în care ea a promis supunere față de liderul organizației jihadiste statul islamic Irak și Levant (ISIL). Directorul FBI James Comey a spus că nu există niciun indiciu că cei doi au făcut parte dintr-o celulă sau dintr-o rețea teroristă.

## Lista victimelor
1. Shannon Johnson, 45, Los Angeles
2. Bennetta Bet-Badal, 46, Rialto
3. Aurora Godoy, 26, San Jacinto
4. Isaac Amanios, 60, Fontana
5. Larry Kaufman (cunoscut ca Daniel Kaufman), 42, Rialto
6. Harry Bowman, 46, Upland
7. Yvette Velasco, 27, Fontana
8. Sierra Clayborn, 27, Moreno Valley
9. Robert Adams, 40, Yucaipa
10. Nicholas Thalasinos, 52, Colton
11. Tin Nguyen, 31, Santa Ana
12. Juan Espinoza, 50, Highland
13. Damian Meins, 58, Riverside
14. Michael Wetzel, 37, Lake Arrowhead

## Legături externe
- LIVE UPDATE Atac armat în California: Doi suspecți sunt morți, un bărbat și o femeie (poliția) (FOTO / VIDEO) Arhivat în 6 decembrie 2015, la Wayback Machine., agerpres.ro, 2 decembrie 2015
- Coverage at the Los Angeles Times